# Coppa dei Campioni d'Africa 1981
La Coppa dei Campioni d'Africa 1981 è stata la diciassettesima edizione del massimo torneo calcistico africano per squadre di club maggiori maschili.

## Risultati

### Primo turno
| Squadra 1          | Totale             | Squadra 2           | Andata | Ritorno |
| ------------------ | ------------------ | ------------------- | ------ | ------- |
| Kaloum Star        | 3 - 1              | Starlight Banjul    | 2 - 1  | 1 - 0   |
| MMM Toamasina      | 2 - 6              | Costa do Sol        | 2 - 4  | 0 - 2   |
| Primeiro de Agosto | 3 - 5              | Vita Club           | 1 - 1  | 2 - 3   |
| East End Lions     | 1 - 2              | Silures             | 1 - 1  | 0 - 1   |
| Al-Ahly Tripoli    | 1 - 2              | JE Tizi-Ouzou       | 0 - 0  | 1 - 2   |
| SEIB Diourbel      | 3 - 3 (3 - 4 rig.) | ASEC Mimosas        | 2 - 1  | 1 - 2   |
| Al-Ahly            | 4 - 2              | AFC Leopards        | 3 - 1  | 1 - 1   |
| OC Agaza           | a tav.             | Benfica de Bissau   | -      | -       |
| Asante Kotoko      | 4 - 1              | Invincible Eleven   | 3 - 0  | 1 - 1   |
| Dynamos            | 6 - 1              | Linare              | 5 - 0  | 1 - 1   |
| Nchanga Rangers    | 5 - 0              | Mbabane Highlanders | 1 - 0  | 4 - 0   |
| Shooting Stars     | 7 - 3              | Township Rollers    | 7 - 1  | 0 - 2   |
| USM Libreville     | 1 - 1 (4 - 2 rig.) | Real Bamako         | 1 - 0  | 0 - 1   |
| Horseed            | a tav.             | Simba               | -      | -       |
| Nile Breweries     | 4 - 1              | USCA                | 2 - 1  | 2-0     |

### Secondo turno
| Squadra 1      | Totale | Squadra 2       | Andata | Ritorno |
| -------------- | ------ | --------------- | ------ | ------- |
| Costa do Sol   | 2 - 6  | Nchanga Rangers | 1 - 3  | 1 - 3   |
| Silures        | 3 - 4  | Vita Club       | 0 - 1  | 3 - 3   |
| Horseed        | 1 - 4  | JE Tizi-Ouzou   | 1 - 2  | 0 - 2   |
| Canon Yaoundé  | 1 - 3  | ASEC Mimosas    | 0 - 0  | 1 - 3   |
| Asante Kotoko  | 2 - 4  | Kaloum Star     | 1 - 0  | 1 - 3   |
| Shooting Stars | 1 - 5  | Dynamos         | 1 - 2  | 0 - 3   |
| USM Libreville | 2 - 1  | OC Agaza        | 2 - 0  | 0 - 1   |
| Nile Breweries | 2 - 5  | Al-Ahly         | 2 - 0  | 0 - 5   |

### Quarti di finale
| Squadra 1      | Totale | Squadra 2       | Andata | Ritorno |
| -------------- | ------ | --------------- | ------ | ------- |
| Vita Club      | 4 - 3  | Nchanga Rangers | 4 - 1  | 0 - 2   |
| JE Tizi-Ouzou  | 5 - 2  | Dynamos         | 3 - 0  | 2 - 2   |
| Kaloum Star    | 4 - 2  | ASEC Mimosas    | 2 - 1  | 2 - 1   |
| USM Libreville | 1 - 4  | Al-Ahly         | 1 - 1  | 0 - 3   |

### Semifinali
| Squadra 1     | Totale | Squadra 2   | Andata | Ritorno |
| ------------- | ------ | ----------- | ------ | ------- |
| Vita Club     | 1 - 0  | Kaloum Star | 1 - 0  | 0 - 0   |
| JE Tizi-Ouzou | a tav. | Al-Ahly     | -      | -       |

### Finale

#### Andata
| Arbitro: | Bin Nasser |

|                                                  |           |  |
| Bahbouh 16’, 38’ Belahcène 56’ Larbès 65’ (rig.) | Marcatori |  |

#### Ritorno
| Arbitro: | M'Baye |

|  |           |               |
|  | Marcatori | 49’ Belahcène |